# Pristomerus francisci
Pristomerus francisci är en stekelart som först beskrevs av Girault 1933.  Pristomerus francisci ingår i släktet Pristomerus och familjen brokparasitsteklar. Inga underarter finns listade i Catalogue of Life.